# Dracula felix
Dracula felix là một loài lan.